# Лимидо-Комаско
Лимидо-Комаско (итал. Limido Comasco) — коммуна в Италии, располагается в регионе Ломбардия, подчиняется административному центру Комо.
Население составляет 2265 человек, плотность населения составляет 566 чел./км². Занимает площадь 4 км². Почтовый индекс — 22070. Телефонный код — 031.
Покровителем коммуны почитается святой Авундий из Комо, празднование в первое воскресение сентября.